# Kévin N'Doram
Kévin N'Doram (Nantes, 22 januari 1996) is een Frans voetballer die bij voorkeur als centrale verdediger speelt. Hij stroomde in 2015 door vanuit de jeugd van AS Monaco.

## Clubcarrière
N'Doram is afkomstig uit de jeugdopleiding van AS Monaco. Op 20 augustus 2016 debuteerde hij in de Ligue 1 tegen FC Nantes. Hij speelde de volledige wedstrijd, die Monaco met het kleinste verschil won. Zijn tweede basisplaats volgde op 24 september 2016 in het thuisduel tegen Angers SCO. N'Doram heeft een contract tot medio 2020 in Monaco met optie op twee jaar extra.

## Erelijst
| Kampioen Ligue 1 | 1x | 2016/17 |